# چاد لاپریس
چاد لاپریس (انگلیسی: Chad Laprise؛ زادهٔ ۲۳ ژوئیهٔ ۱۹۸۶) ورزشکار هنرهای رزمی ترکیبی اهل کانادا است.